# ۴۱۹ (قمری)
۴۱۹ (قمری)، چهارصد و نوزدهمین سال در گاهشماری هجری قمری است. اول محرم این سال برابر با ششم فوریه سال ۱۰۲۸ میلادی است.